# Les Quatre-Routes-du-Lot
Les Quatre-Routes-du-Lot is een plaats en voormalige gemeente in het Franse departement Lot in de regio Occitanie en telt 580 inwoners (1999). De plaats maakt deel uit van het arrondissement Gourdon.

## Geschiedenis
Les Quatre-Routes-du-Lot is op 1 januari 2019 gefuseerd met de gemeente Cazillac tot de gemeente Le Vignon-en-Quercy. 

## Geografie
De oppervlakte van Les Quatre-Routes-du-Lot bedraagt 2,8 km², de bevolkingsdichtheid is 207,1 inwoners per km².
De onderstaande kaart toont de ligging van Les Quatre-Routes-du-Lot met de belangrijkste infrastructuur en aangrenzende gemeenten.

## Demografie
Onderstaande figuur toont het verloop van het inwonertal.